# Романовка (Звягельский район)
Рома́новка (укр. Романівка) — село на Украине, находится в Звягельском районе Житомирской области. Основано в 1650 году.
Население по переписи 2001 года составляет 735 человек. Почтовый индекс — 11774. Телефонный код — 4141. Занимает площадь 2,687 км².